# Municipio de Orlando
El municipio de Orlando (en inglés: Orlando Township) es un municipio ubicado en el condado de Cheyenne en el estado estadounidense de Kansas. En el año 2010 tenía una población de 49 habitantes y una densidad poblacional de 0,53 personas por km².

## Geografía
El municipio de Orlando se encuentra ubicado en las coordenadas 39°47′8″N 101°41′33″O / 39.78556, -101.69250. Según la Oficina del Censo de los Estados Unidos, el municipio tiene una superficie total de 93.2 km², de la cual 93,2 km² corresponden a tierra firme y (0 %) 0 km² es agua.

## Demografía
Según el censo de 2010, había 49 personas residiendo en el municipio de Orlando. La densidad de población era de 0,53 hab./km². De los 49 habitantes, el municipio de Orlando estaba compuesto por el 95,92 % blancos, el 4,08 % eran asiáticos. Del total de la población el 0 % eran hispanos o latinos de cualquier raza.